# Fenol
Fenol (karbolinska kiselina) je organsko jedinjenje sa hemijskom formulom . To je bela kristalna materija. Molekuli se sastoje od fenilne, vezane za hidroksilnu (-OH) grupu. On se proizvodi u velikim količinama (oko 7 milijardi kg/godina) kao prekurzor za mnoge materijale. On ima samo blago kiseli karakter, ali zahteva pažljivo rukovanje zbog sklonost da izazove opekotine na koži.

## Fenoli
Reč fenol se takođe koristi kao naziv za jedinjenja koja sadrže šestočlani aromatični prsten, vezan direktno za hidroksilnu grupu (-OH). Fenoli su klasa organskih jedinjenja među kojima je fenol opisan u ovom članku najjednostavniji član.

## Osobine
Fenol je znatno rastvoran u vodi, sa oko 8.3  rastvornog u 100  (0.88 ). Natrijumova so fenola, natrijum fenoksid, je daleko više rastvorna u vodi.

### Kiselost
Fenol je blago kiseo. Njegov molekul ima slabu tendenciju da izgubi H+ jon sa hidroksilne grupe, čime nastaje fenolatni anjon  (ili fenoksid) koji je veoma rastvoran u vodi. U poređenju sa alifatičnim alkoholima, fenol je oko 1 milion puta kiseliji, mada se on još uvek ne smatra slabom kiselinom. On potpuno reaguje sa  rastvorenim u vodi i gubi H+, dok većina alkohola samo delimično reaguje. Fenoli su manje kiseli nego karboksilne kiseline, i čak manje nego ugljena kiselina.
Jedno objašnjenje za povećanu kiselost u odnosu na alkohole je rezonantna stabilizacija anjona fenoksida aromatičnim prstenom. Na taj način, negativno naelektrisanje kiseonika se deli sa orto i para atomima ugljenika. Drugo moguće objašnjenje povećane kiselosti je orbitalno preklapanje između kiseonikovih slobodnih parova i aromatičnog sistema. Treće objašnjenje je indukcija sa  hibridizovanih ugljenika. Komparativno jače induktivno povlačenje elektronske gustine od strane  sistema u poređenju sa  sistemom omogućava veću stabilizaciju oksianjona.
U izvođenju zaključaka treba uzeti u obzir  enola acetona, koja je 19.0, u poređenju sa fenolnom  od 10.0. Sličnost kiselosti fenola i enola acetona se ne javlja u gasnoj fazi usled razlika u energijama solvatacije deprotonovanih aceton enola i fenoksida. Nedavno je bilo pokazano da je samo oko 1/3 povećane kiselosti fenola posledica induktivnog efekta, i da je ostatak posledica rezonance.

#### Fenoksidni anjon
Fenol može biti deprotonovan sa umerenom bazom kao što je trietilamin, čime se formira nukleofilni fenoksidni anjon ili Fenolatni anjon, koji je veoma rastvoran u vodi.
Fenoksidni anjon ima sličnu nukleofilnost sa slobodnim aminima, sa dodatnom prednošću da njegova konjugovana kiselina (neutralni fenol) nije potpuno deaktivirana kao nukleofil čak ni u umereno kiseloj sredini. Fenoli se ponekad koriste u sintezi peptida za „aktivaciju“ karboksilnih kiselina ili estera, i formiranje aktiviranih estera. Fenolatni estri su znatno stabilniji od kiselinski anhidridi ili acil halidi, ali su dovoljno reaktivni pod blagim uslovima da omoguće formirane amidnih veza.
Fenoksidi su enolati stabilizovani aromatičnošću. Pod normalnim uslovima, fenoksid je reaktivniji na kiseoniku, ali je kiseonikova pozicija loš nukleofil dok je pozicija alfa-ugljenika dobar.

#### Tautomerizam
Fenol ispoljava keto-enolni tautomerizam sa svojim nestabilnim keto tautomerom cikloheksadienonom, mada veoma mala frakcija fenola postoji kao keto forma. Konstanta ravnoteže za enolizaciju je približno 10−13, što znači da je samo jedan u deset biliona molekula u keto formi u bilo kom momentu. Mala količina stabilizacije dobijena razmenom C=C i C=O veza je više nego poništena velikom destabilizacijom usled gubitka aromatičnisti. Fenol stoga esencijalno u potpunosti postoji u enolnoj formi.
Fenoksidi su enolati stabilizovani pomoću aromatičnosti. Pod normalnim okolnostima, fenoksid je reaktivniji u kiseoničnoj poziciji, ali je kiseonična pozicija „tvrdi” nukleofil, dok su alfa-ugljenične pozicije uglavnom „meke”.

### Reakcije
Fenol je veoma reaktivan u reakcijama elektrofilne aromatične supstitucije, jer pi elektroni kiseonikovog atoma doniraju elektronsku gustinu u prsten. Ovim opštim pristupom se mogu dodati mnoge grupe na prsten, koristeći halogenaciju, acilaciju, sulfonaciju, i druge procese. Međutim, fenolni prsten je tako jako aktiviran — manje jedino od anilina — da brominacija ili hlorinacija fenola dovodi do supstitucije na svim ugljeničnim atomima u orto i para poziciji od hidroksi grupe, a ne samo na jednom ugljeniku. Fenol reaguje sa razblaženom azotnom kiselinom na sobnoj temperaturi i daje smešu  2-nitrofenola i 4-nitrofenola, dok sa koncentrovanom azotnom kiselinom dolazi do supstitucije većeg broja nitro grupa na prstenu, čime se formira 2,4,6-trinitrofenol, koji je poznat kao pikrinska kiselina.
Vodeni rastvori fenola su slabo kiseli i pretvaraju plavi litmus u blago crveni. Fenol se lako neutralizuje natrijum hidroksidom, pri čemu se formira natrijum fenat ili fenolat, ali je slabiji od ugljene kiseline, te se ne može neutralisati natrijum bikarbonatom ili natrijum karbonatom uz oslobađanje ugljen dioksida.
Kad se smeša fenola i benzoil hlorida meša u prisustvu razblaženog rastvora natrijum hidroksida, formira se fenil benzoat. Ovo je primer Šoten—Baumanove reakcije:
Fenol se redukuje do benzena kad se destiluje sa cinkovom prašinom, ili kad se para fenola propušta preko granula cinka na 400 °:
Kad fenol reaguje sa diazometanom u prisustvu bor trifluorida (BF3), nastaje anizol kao glavni produkat i azotni gas kao nusproizvod.
Kad fenol reaguje sa rastvorom gvožđe(III) hlorida, formira se intenzivno ljubičasto-purpurni rastvor.

## Dokazivanje fenola u vojvođanskim vodama
Najvažnija jedinjenja u nafti su benzenikoji reaguju sa hidroksilnim jedinjenjima pri čemu se stvaraju fenoli koji reaguju dalje i stvaraju se hidroksi-fenoli u obliku orto (o-) i para (φ-). Po položaju fenoli su protonske kiseline, gde je konjugovani jon baza. Ova veza objašnjava jaku kiselost fenola. Na kiselost fenola utiče i položaj adicijalne grupe. Zahvaljujući pH fenola, oni se mogu lako izolovati iz smeša jakih baza kao i iz rastvora. Izdvajaju se frakcijom.

### Tabele sa koeficijentom fenola u vodama Vojvodine i nekim vodama za piće
| Čiste vode                 | Fenoli |
| -------------------------- | ------ |
| Minakva                    | /      |
| Mivela                     | /      |
| Bunar Padina               | /      |
| Voda iz Vladimirovca-bunar | 1      |
| Stari Tamiš                | 2      |
| Omoljica                   | /      |
| Nadel                      | 3      |
| Brestovac-bara             | /      |
| Pumpa-Brestovac            | 4      |
| Ocedne vode                | /      |
| Kišnica                    | /      |

### Sastojci koji se normalno sreću u vodi
Vode iz različitih izvora se mogu veoma razlikovati. Nečistoće koje se mogu sresti u prirodnim vodama često potiču iz tla i kao takve ulaze u kvalitet vode. Postoji dosta različitih sastojaka koji ulaze u sastav prirodnih voda, kao što su:
- Rastvoreni gasovi
- Suspendovane i plivajuće čestice
- Različite rastvorene soli
- Mnogi organski sastojci

Pored prirodnih sastojaka u vodi, koji mogu biti poželjni i nepoželjni, danas se sve češće nalaze antropogeni zagađivači koji direktno utiču na zagađenost vode i smanjuju mogućnost direktnog uzimanja vode. To su najčešće otpadne vode kao i komunalne otpadne vode koje se direktno izlivaju u površinske vode a indirektno u podzemne jer su one najčešće kapilarno povezane. Najčešći antropogeni zagađivači su:
- Olovo (Pb) koje najčešće dospeva u vodu preko motornih vozila i industrijskih voda
- Nitrati najčešće potiču iz fekalija kao i iz hemijsko-industrijskih voda
- Vodonik sulfid najčešće potiče od bakterija
- Arsen (As) ulazio je u sastav pojedinih fungicida, i u vodu dospevao putem poljoprivredne primene
- Kadmijum (Cd) uglavnom dospeva iz otpadnih voda i izaziva teška oboljenja u mišićima
- Živa uglavnom potiče iz hemijskih industrija, poljoprivrede i zdravstva
- Mangan (Mn) potiče iz hemijskih industrija i u vodu dospeva iz rudnika
- Brom potiče iz otpadnih voda
- Nafta i njeni derivati u vodu dospevaju preko transporta otpadnih voda i nepravilnom upotrebom površinskih voda
- Fenoli mogu da potiču i od terena gde se voda nalazi a takođe potiču i iz petrohemijske industrije. Mogu se naći u vodama za piće u obliku hlorofenola koji potiče usled dezinfekcije hlora vode za piće

## Literatura
- Roscoe, Henry (1891). A treatise on chemistry, Volume 3, Part 3. London: Macmillan & Co. стр. 23.
- Josip Boros,Rade Petrović, ″Zagađivanje i zaštita vode", Udžbenik za IV razred srednje škole, Zavod za udžbenike Beograd , Beograd 2001
- Dr Mihailo Antić,Dr Nikola Jović,Dr Vera Avdalović, "Pedologija", Naučna knjiga, Beograd 1990
- Miodrag D. Živković "Pedologija" prva knjiga "Geneza,sastav i osobine zemljišta", Poljoprivredni fakultet Beograd, Naučna knjiga, Beograd 1991
- Grupa autora, "Tehnologija vode", Univerzitet u Novom Sadu",2010

## Spoljašnje veze
- International Chemical Safety Card 0070
- Phenol Material Safety Data Sheet
- National Pollutant Inventory: Phenol Fact Sheet
- NIOSH Pocket Guide to Chemical Hazards
- CDC - Phenol - NIOSH Workplace Safety and Health Topic
- IARC Monograph: "Phenol"
- Arcane Radio Trivia outlines competing uses for Phenol circa 1915